# Jacqueline Francell
Jacqueline Francell, née Jacqueline Anne-Marie Étiennette François le 24 mars 1908 à Paris 9e et morte le 13 octobre 1962 à Neuilly-sur-Seine, est une actrice et chanteuse française .
Elle est surtout connue pour les nombreuses opérettes où elle s'illustra. Elle joua aussi dans une douzaine de films entre 1931 et 1944.

## Biographie
Elle est la fille de Fernand Francell, ténor de l’Opéra-Comique, et d’Étiennette Jeanne Anne-Marie Fernet, professeur de piano.
Après avoir donné la réplique à son père lors d’une série de représentations à New York puis dans Les Noces de Figaro au théâtre des Champs-Élysées, elle fait ses débuts dans l’opérette le 2 décembre 1928 aux côtés de René Koval au théâtre des Bouffes-Parisiens, devenant rapidement une vedette en ce domaine. Elle interprète notamment Flossie (1929), Les Aventures du roi Pausole (1930) avec Dorville, Un soir de réveillon avec Henry Garat, Arsène Lupin banquier (1930) avec Jean Gabin, Florestan Ier, prince de Monaco de Sacha Guitry au théâtre des Variétés, Oh ! papa ! (1933) au théâtre des Nouveautés, Fleur d’Hawaï (1933) à l’Alhambra, Le Guéridon Empire (1936), revue de Rip à la comédie des Champs-Élysées ou encore La Margoton du bataillon (1937) avec Suzy Delair.
Elle présente son tour de chant au théâtre de l'Empire puis interprète à la radio La Jeune Fille dans le soleil (1937), opérette de Claude Pigault, le pianiste qui l’accompagnait à l’Empire. Suivent encore J'hésite au théâtre Antoine (1938) et Balalaïka au théâtre Mogador avec Reda Caire (1938).
Dès 1929, elle grave ses premiers disques et entame une carrière au cinéma dès le début du « parlant », participant entre autres à de nombreux films musicaux. Elle se distingue ainsi dans La Petite Chocolatière de Marc Allégret (1931), Enlevez-moi (1932), version filmée de l’opérette Le Grand Refrain avec Jeanne Aubert, L'Amour guide (1933) tourné aux États-Unis avec Maurice Chevalier et La Rose effeuillée avec Germaine Sablon.
La guerre et l'Occupation n'arrêtent pas sa carrière. En 1941, elle reprend au théâtre Marigny l’opérette Passionnément et assure une partie de la narration du documentaire controversé de Sacha Guitry De Jeanne d'Arc à Philippe Pétain (1944).
Après la guerre, Jacqueline Francell joue dans Plume au vent (1948) à la comédie des Champs-Élysées avec Jimmy Gaillard, Denise Provence et Gaston Gabaroche. Elle revient à Marigny pour Ciboulette, puis se produit à l’Opéra de Monte-Carlo. Au théâtre de la Potinière, elle joue La Bride sur le cou (1947) avec Yves Furet, qu’elle retrouve en 1948 au Casino de Cannes dans Mozart de Sacha Guitry.
En 1962, Marcel Achard lui demande de reprendre le rôle de Jandeline dans Patate au théâtre Saint-Georges. Prise d’un malaise, elle est transportée aux urgences de la clinique Ambroise-Paré à Neuilly où elle meurt des suites d’une opération le 13 octobre, à l'âge de 54 ans.

## Vie privée
Jacqueline Francell épouse, le 7 octobre 1941 à la mairie du 16e arrondissement de Paris, Gabriel Bouillon, frère du chef d’orchestre Jo Bouillon. Les témoins sont Victor Boucher et Maurice Chevalier. Le couple divorce le 10 mars 1955,.
En 1929, elle entretient une liaison avec Jean Gabin, son partenaire dans Flossie, alors marié à Gaby Basset.

## Théâtre
- 1928 : Déshabillez-vous !, opérette d'André Barde et René Mercier, théâtre des Bouffes-Parisiens : Germaine Dumontel
- 1929 : Flossie, opérette de Marcel Gerbidon, Charles-Louis Pothier et Albert Willemetz, musique de Josef Szulc, Bouffes-Parisiens : Flossie
- 1930 : Arsène Lupin banquier, opérette d'Yves Mirande, Albert Willemetz et Marcel Lattès, Bouffes-Parisiens : Francine
- 1930 : Les Aventures du roi Pausole, opérette d'Albert Willemetz et Arthur Honegger, Bouffes-Parisiens : la Blanche Aline
- 1932 : La Pouponnière, opérette de René Pujol, Charles-Louis Pothier, Albert Willemetz, Casimir Oberfeld et Henri Verdun, Bouffes-Parisiens : Christiane de la Noy
- 1933 : Florestan Ier, prince de Monaco, opérette de Sacha Guitry, Albert Willemetz et Werner R. Heymann, théâtre des Variétés : Mésange
- 1933 : Oh ! papa !, opérette d'André Barde et Maurice Yvain, théâtre des Nouveautés : Nane
- 1933 : Fleur d’Hawaï, Alhambra
- 1936 : Le Guéridon Empire ou Revive l'Empereur, revue de Rip, Maurice Yvain et Claude Pingault, mise en scène Edmond Roze, comédie des Champs-Élysées : Lucie Chevrette
- 1937 : La Margoton du bataillon, opérette d'André Mouëzy-Éon, Jacques Darmont, René Pujol et Casimir Oberfeld, théâtre de la Porte-Saint-Martin : Gaby
- 1937 : La Jeune fille dans le soleil, opérette radiophonique de Christian Schwaebel et Claude Pingault, Poste parisien : Gaby
- 1938 : Balalaïka, opérette de Maurice Lehmann, Henri Wernert, Albert Willemetz, Bernard Grün, George Posford et Robert Stolz, théâtre Mogador : Lydia
- 1938 : J'hésite ou Mon cœur hésite, opérette de Raoul Praxy, Max Eddy, Gaston Gabaroche et Fred Pearly, théâtre Antoine : Jacqueline
- 1948 : Passionnément, opérette d'Albert Willemetz, Maurice Hennequin et André Messager, théâtre Marigny
- 1947 : La Bride sur le cou, opérette d'André Haguet, Max Eddy, Henri Lemarchand et Philippe Parès, théâtre de la Potinière
- 1948 : Plume au vent, comédie musicale de Jean Nohain, mise en scène Jean Wall, comédie des Champs-Élysées
- 1948 : Mozart, comédie musicale de Sacha Guitry et Reynaldo Hahn, casino de Cannes

## Filmographie
- 1931 : La Petite Chocolatière de Marc Allégret
- 1932 : Mirages de Paris de Fedor Ozep : Madeleine
- 1932 : Enlevez-moi de Léonce Perret
- 1933 : Tout pour rien de René Pujol
- 1933 : L'Amour guide de Jean Boyer et Norman Taurog
- 1935 : Le Baron tzigane de Henri Chomette
- 1936 : Le Grand Refrain d'Yves Mirande
- 1936 : La Rose effeuillée de Georges Pallu
- 1936 : L'Appel du silence de Léon Poirier
- 1936 : Mes tantes et moi de Yvan Noé
- 1937 : L'amour veille d'Henry Roussell
- 1938 : L'Accroche-cœur de Pierre Caron
- 1944 : De Jeanne d'Arc à Philippe Pétain, documentaire de Sacha Guitry :  narration